# Oldřich Černík
Oldřich Černík (27. října 1921, Ostrava – 19. října 1994, Praha) byl český komunistický politik, československý premiér v letech 1968–1970. Je považován za jednoho z čelných představitelů československého obrodného procesu ukončeného sovětskou okupací v srpnu 1968.

## Původ a kariéra
Pocházel z hornického prostředí, v mládí pracoval jako soustružník. Po středoškolských studiích vystudoval Vysokou školu báňskou v Ostravě. V roce 1945 vstoupil do KSČ, od roku 1949 se z něj stal profesionální politik.
V padesátých letech byl předsedou Krajského národního výboru v Ostravě a tajemníkem Krajského výboru KSČ tamtéž. V roce 1958 se stal členem ÚV KSČ. Od roku 1960 působil ve vládě a to postupně na místech ministra paliv a energetiky, místopředsedy vlády a předsedy Státní plánovací komise.

## Působení během roku 1968

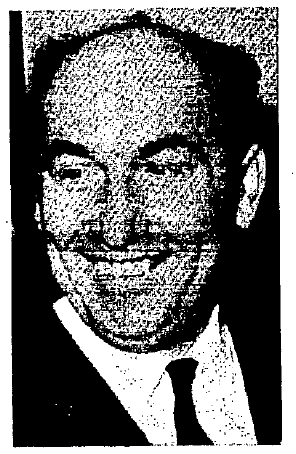
Fotografie z materiálů americké CIA

V dubnu 1968 se stal předsedou vlády a jednou z nejpopulárnějších postav tzv. „pražského jara“. O upřímnosti jeho reformních snah se vedou diskuze, převládá však názor, že nikdy nebyl reformátorem „tělem i duší“, ale vždy spíše nenápadně intrikoval tak, aby zůstal akceptovatelným jak pro československé proreformní vedení, tak pro sovětské vedení v Moskvě[zdroj?].
Hned v prvních dnech po srpnové okupaci byl spolu s Dubčekem odvlečen do Moskvy. Zde byl členem československé delegace, která podepsala tzv. Moskevské protokoly znamenající de facto konec reforem a kapitulaci československých komunistických špiček.

## Období normalizace
Po návratu z Moskvy zůstal v čele vlády, pozici si udržel i po nahrazení Dubčeka Husákem a nástupu normalizace. To bylo bývalými reformátory (a koneckonců i jím samým) považováno za zradu a ztrátu cti.
Husákovo vedení jej využilo k řadě nevděčných opatření, kterou pro ně (zřejmě jako určitou formu „pokání“) ochotně vykonal – k nejznámějším patří krvavé potlačení demonstrací zejména na Václavském náměstí, Tylově náměstí a Národní třídě v Praze u příležitosti výročí okupace v srpnu 1969.
Nakonec se jej vedení KSČ (podobně jako Alexandra Dubčeka) zbavilo – v roce 1970 byl postupně zbaven všech funkcí a nakonec vyloučen z KSČ. Na rozdíl od většiny ostatních „osmašedesátníků“, kteří skončili jako topiči, umývači oken, pracovníci geofyzikálního výzkumu, vrátní nebo lesní dělníci, s ním bylo zacházeno o poznání slušněji – celá sedmdesátá a osmdesátá léta pracoval ve funkci ekonomického náměstka ředitele Studijního a typizačního ústavu v Praze.

## Pokus o návrat do politiky

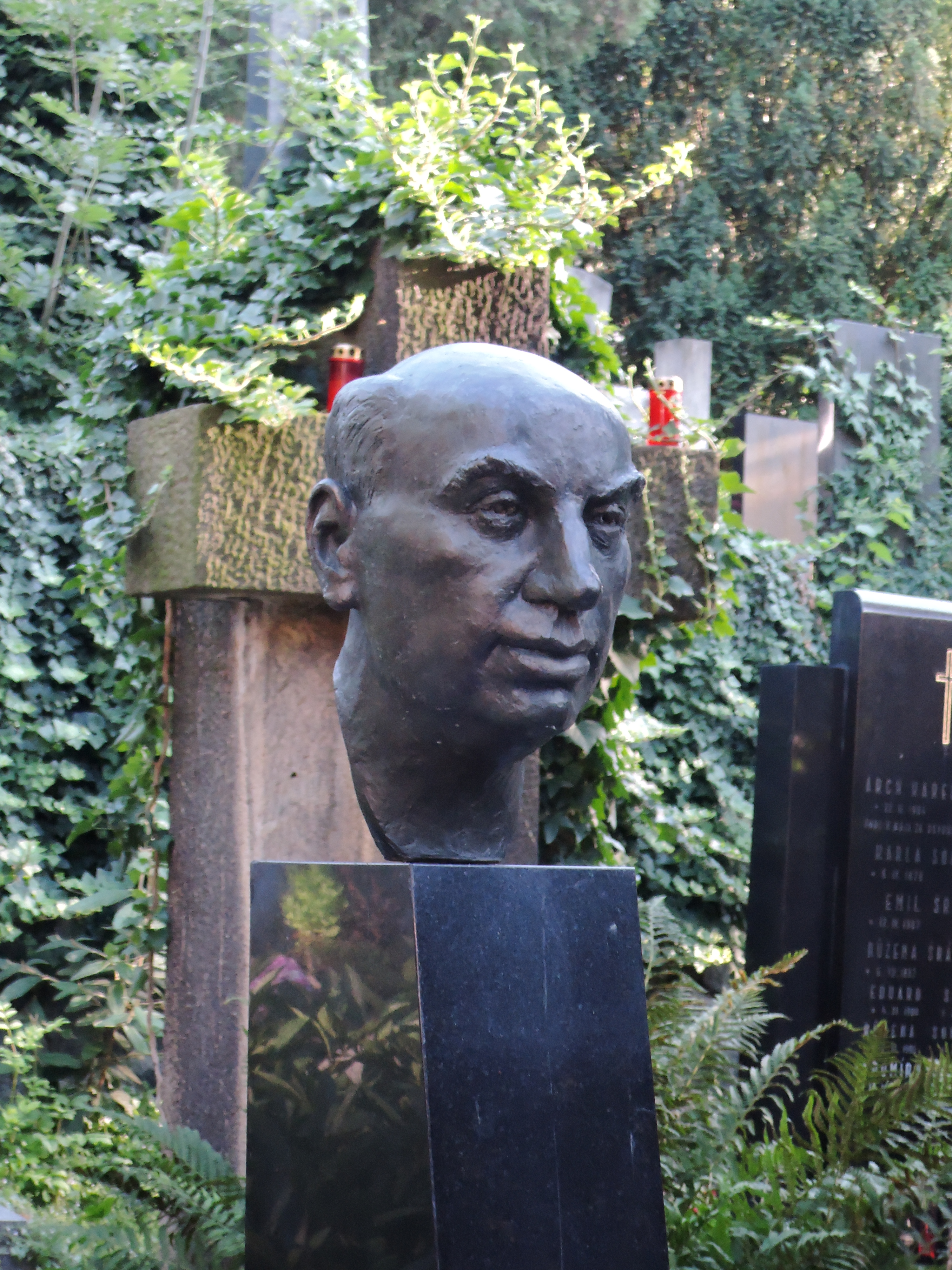
Jitka Malovaná: Busta Oldřicha Černíka, bronz 1995

Po listopadovém převratu v roce 1989 se pokusil vrátit do politiky – v roce 1990 a 1991 vykonával funkci předsedy Svazu měst a obcí. Když se jeho setrvání na tomto postu ukázalo v roce 1991 být neudržitelné, stáhl se zpět do soukromí.
V roce 1994 přežil těžkou autonehodu, krátce poté zemřel na zástavu srdce. Jeho náhrobní portrét na Vyšehradském hřbitově vytvořila Jitka Malovaná.